# Puerto Calderón (Cantabria)

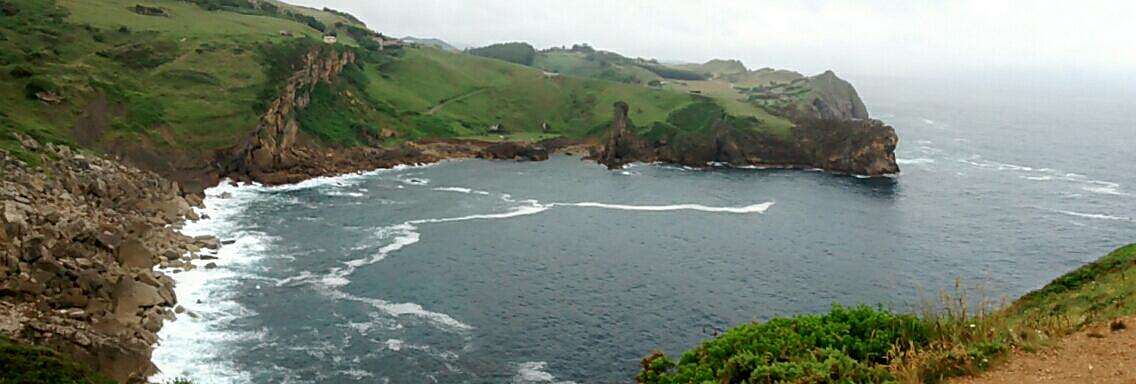
Ensenada de Puerto Calderón vista desde la punta del Poyo. Existe un pequeño puerto que en el pasado fue utilizado como antiguo cargadero de mineral de zinc de las minas próximas.

Puerto Calderón es una ensenada de la costa de Cantabria ubicada en el municipio de Alfoz de Lloredo. En ella se ubica un pequeño puerto. Tiene dos salientes: punta Calderón y punta del Poyo.

## Historia

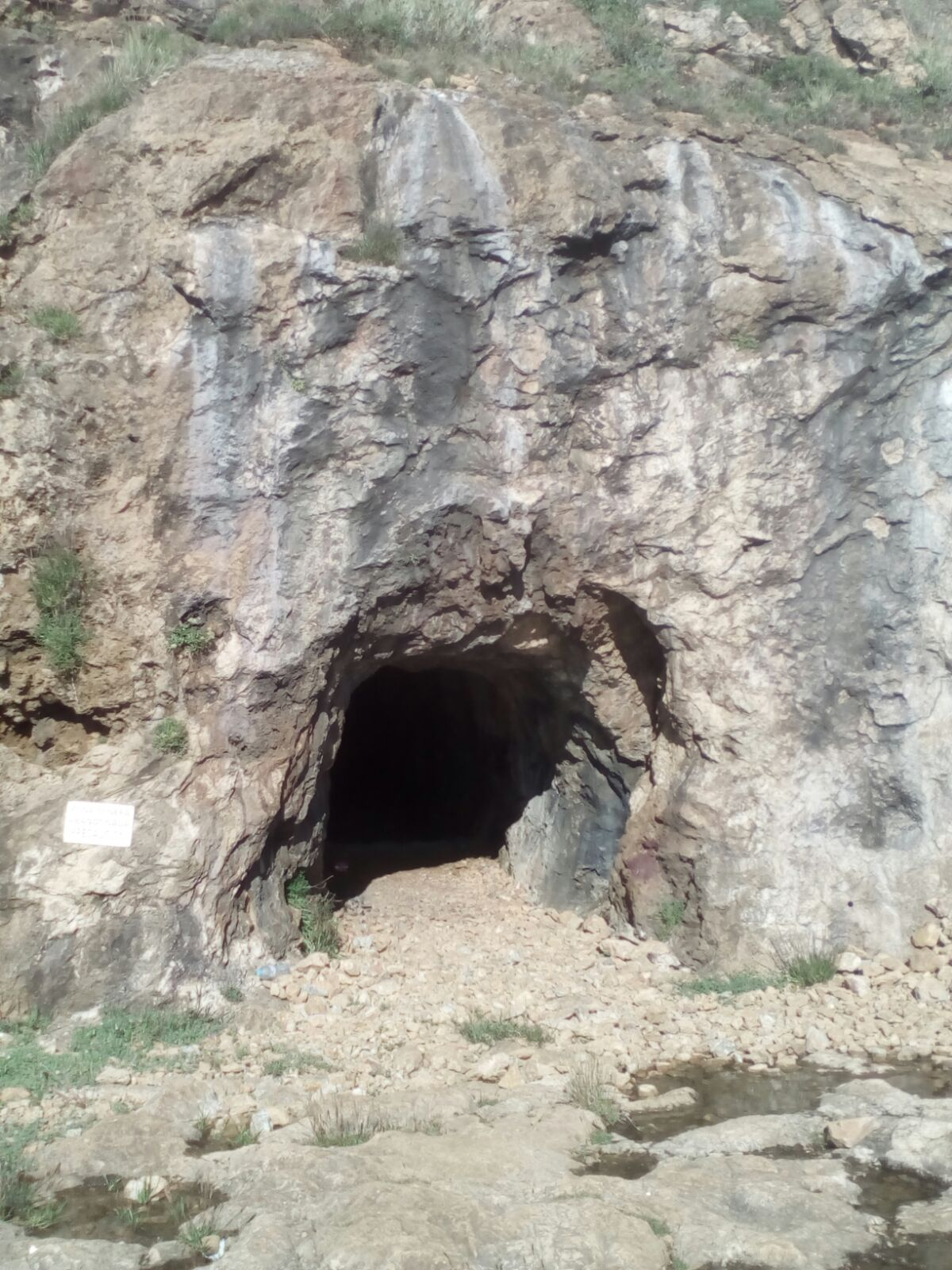
Bocamina en la punta del Poyo.

Puerto Calderón tiene su origen en la época romana, incluso hay quien sitúa aquí el Portus Blendium romano que generalmente se localiza en los alrededores de Suances. También se dice que los amarres que se pueden observar durante la bajamar son de época romana.
En la Edad Media y la Edad Moderna, Puerto Calderón tuvo gran importancia debido a que fue el único puerto «libre» entre San Vicente de la Barquera y Santander: durante esa época estos dos puertos cántabros (y también Laredo y Castro-Urdiales, al pertenecer a la Hermandad de las Cuatro Villas), disfrutaban de un privilegio que impedía embarcar o desembarcar pescado u otras mercancías en los puertos incluidos dos leguas al Este y dos al oeste de ellos. Este privilegio invalidaba, entre otros, a los puertos de Comillas y Suances, pero Puerto Calderón quedaba fuera de esos límites. Además, su privilegiada localización en las cercanías de Santillana del Mar, cabeza de las Asturias de Santillana, aumentaban su importancia.
Con la pérdida de estos privilegios de los puertos santanderino y barquereño, la importancia de Puerto Calderón disminuyó notablemente. Durante un tiempo sirvió como punto de embarque del mineral de zinc extraído en las minas próximas (dos de sus bocaminas aún son visibles en los acantilados de la punta del Poyo).
En la actualidad el puerto, en el que se ha reconstruido el espigón de la época de las explotaciones mineras, sirve a pequeñas embarcaciones de pesca y deportivas.
Aquí también se escondieron los submarinos alemanes durante la Segunda Guerra Mundial.